# Магистраль (фильм, 1982)
«Магистра́ль» — советский художественный фильм, поставленный на киностудии «Ленфильм» в 1982 году режиссёром Виктором Трегубовичем по мотивам повести писателя Валерия Барабашова «Жаркие перегоны».
Премьера фильма в СССР состоялась в 1983 году.

## Сюжет
Действие фильма происходит на Красногорской железной дороге в течение одних суток (название дороги вымышленное, но съёмки производились на Красноярской дороге).
Пропускная способность дороги ниже необходимой. Заводы постоянно не укладываются в сроки загрузки вагонов, тем самым сбивая графики перевозок. Из-за очередного нарушения — невыгруза из полувагона всего стального листа — происходит авария: полувагон, загруженный щебнем из карьера поверх оставшегося не выгруженным стального листа и, тем самым, перегруженный в полтора раза, сходит с рельсов в кривой и сбивает опору контактной сети. Движение прерывается, задерживается несколько десятков поездов, в том числе пассажирских. После восстановления движения на диспетчера ложится задача провести скопившиеся на участке поезда, а также не выбить из графика пассажирские поезда, в том числе фирменный поезд № 3 Красноярск — Москва. Заступив на смену, диспетчер начинает восстанавливать движение на участке. Ему поступают взаимоисключающие приказания от заместителей начальника дороги: сначала вводить в график фирменный поезд, затем, останавливая его, гнать три состава порожних цистерн для подачи на погрузку нефтеперегонному заводу.
Диспетчера отвлекает телефонными звонками жена, требуя, чтобы он сходил к начальнику отделения дороги и добился выделения квартиры. Начальник, загруженный своими делами, сгоряча предлагает диспетчеру поискать работу полегче, нанося тому незаслуженную обиду. Очередной звонок жены отвлекает расстроенного диспетчера, в результате чего он совершает ошибку: ставит грузовой поезд под обгон фирменным поездом на боковой путь, имеющий недостаточную длину, из-за чего хвост поезда остаётся на главном пути. При этом из-за каких-то сбоев в работе приборов СЦБ (об этом позже говорит Уржумов: «И разберитесь почему на входном был зелёный») дежурной по станции удается открыть входной светофор на сквозной пропуск по главному пути (при исправных приборах СЦБ при занятой стрелочной секции этого быть не должно). Осознав свою ошибку, диспетчер приказывает дежурной по станции закрыть входной сигнал и протянуть грузовой поезд вперёд, чтобы освободить главный путь. Входной светофор закрывается прямо перед идущим с большой скоростью пассажирским поездом №3; машинист «тройки» вынужден применить экстренное торможение. Поезд порожних цистерн трогается вперёд, но из-за возникновения «волны» в составе обрывается дефектная автосцепка последнего вагона, который остаётся на главном пути. Локомотив пассажирского поезда сталкивается с цистерной, локомотивная бригада получает травмы, впоследствии помощник машиниста умирает в больнице.
В обкоме у Колобова проходит совещание директоров предприятий и начальника дороги, где директора высказывают претензии к нехватке вагонов для вывоза продукции, на что Уржумов отвечает эмоциональной речью, аргументируя недостаточным развитием железной дороги в последние годы и призывает совместными усилиями помочь железной дороге.

## В ролях
| Актёр                | Роль                                                       |
| -------------------- | ---------------------------------------------------------- |
| Кирилл Лавров        | начальник дороги Уржумов                                   |
| Всеволод Кузнецов    | замначальника дороги Желнин                                |
| Людмила Гурченко     | Гвоздева, представитель нефтеперегонного завода («толкач») |
| Павел Семенихин      | Санька, помощник машиниста                                 |
| Марина Трегубович    | Люда, проводница                                           |
| Владимир Гостюхин    | диспетчер Бойчук                                           |
| Иван Агафонов        | машинист Шилов («Агеич»)                                   |
| Игорь Дмитриев       | Игорь Борисович, «двойник» — пассажир без места            |
| Сергей Проханов      | «студент»                                                  |
| Михаил Погоржельский | помощник Уржумова Александр Никитович                      |
| Борис Соколов        | начальник отделения Исаев                                  |
| Анатолий Равикович   | начальник службы грузоперевозок Степняк                    |
| Юрий Демич           | заведующий отделом транспорта обкома партии Колобов        |
| Владимир Меньшов     | председатель совета директоров Потапов                     |
| Фёдор Одиноков       | дежурный по станции Шумково                                |

## Съёмочная группа
- Сценарий и постановка — Виктора Трегубовича
По мотивам повести писателя  Валерий Барабашов «Жаркие перегоны»
- Оператор-постановщик — Эдуард Розовский
- Художник-постановщик — Алексей Рудяков
- Композитор — Алексей Рыбников

## Производство
Фильм снимался на Красноярской железной дороге в окрестностях города Красноярска — в Ачинске, на станциях Злобино и Боготол.
Подобное крушение произошло 2 июня 1959 года на станции Минино Восточно-Сибирской железной дороги.